# Masowe zbrodnie reżimów komunistycznych

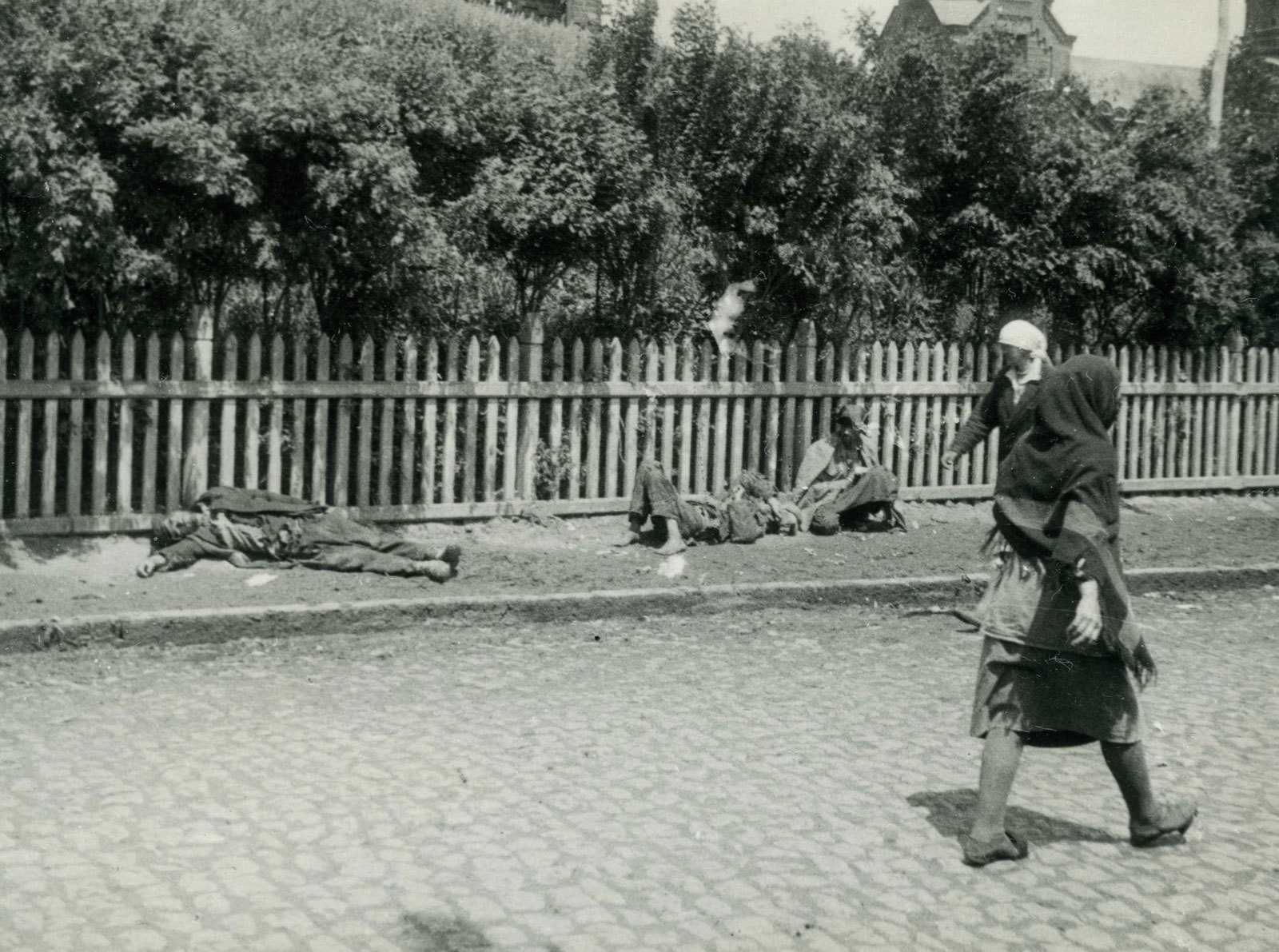
Ofiary Wielkiego Głodu wywołanego przez władze ZSRR na Ukrainie, Charków 1933

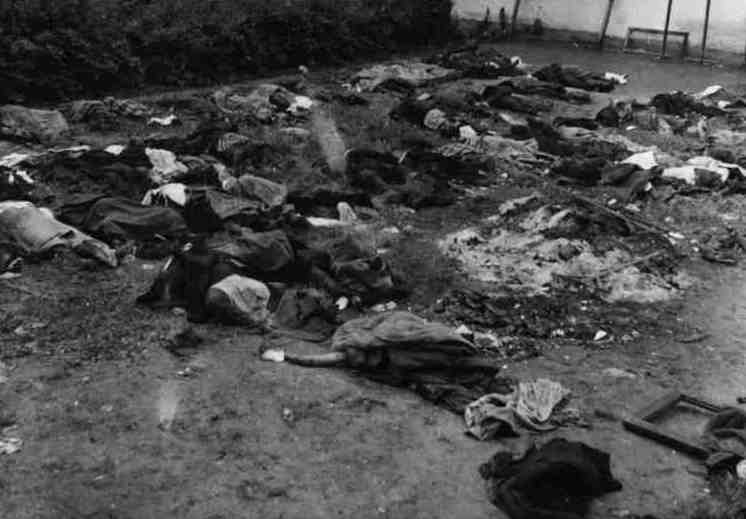
Ciała więźniów zamordowanych przez NKWD na Brygidkach we Lwowie, czerwiec 1941

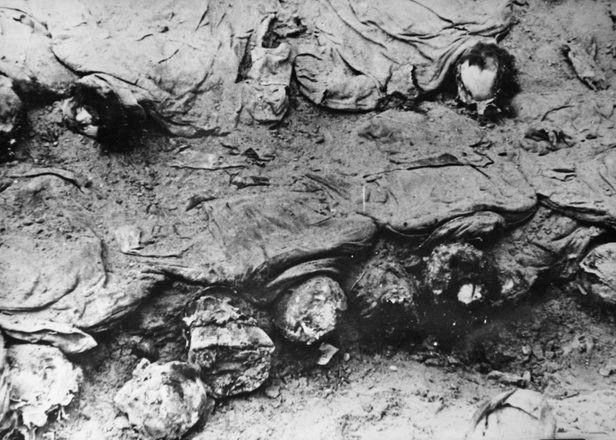
Ekshumacja ofiar Zbrodni Katyńskiej w 1943 roku

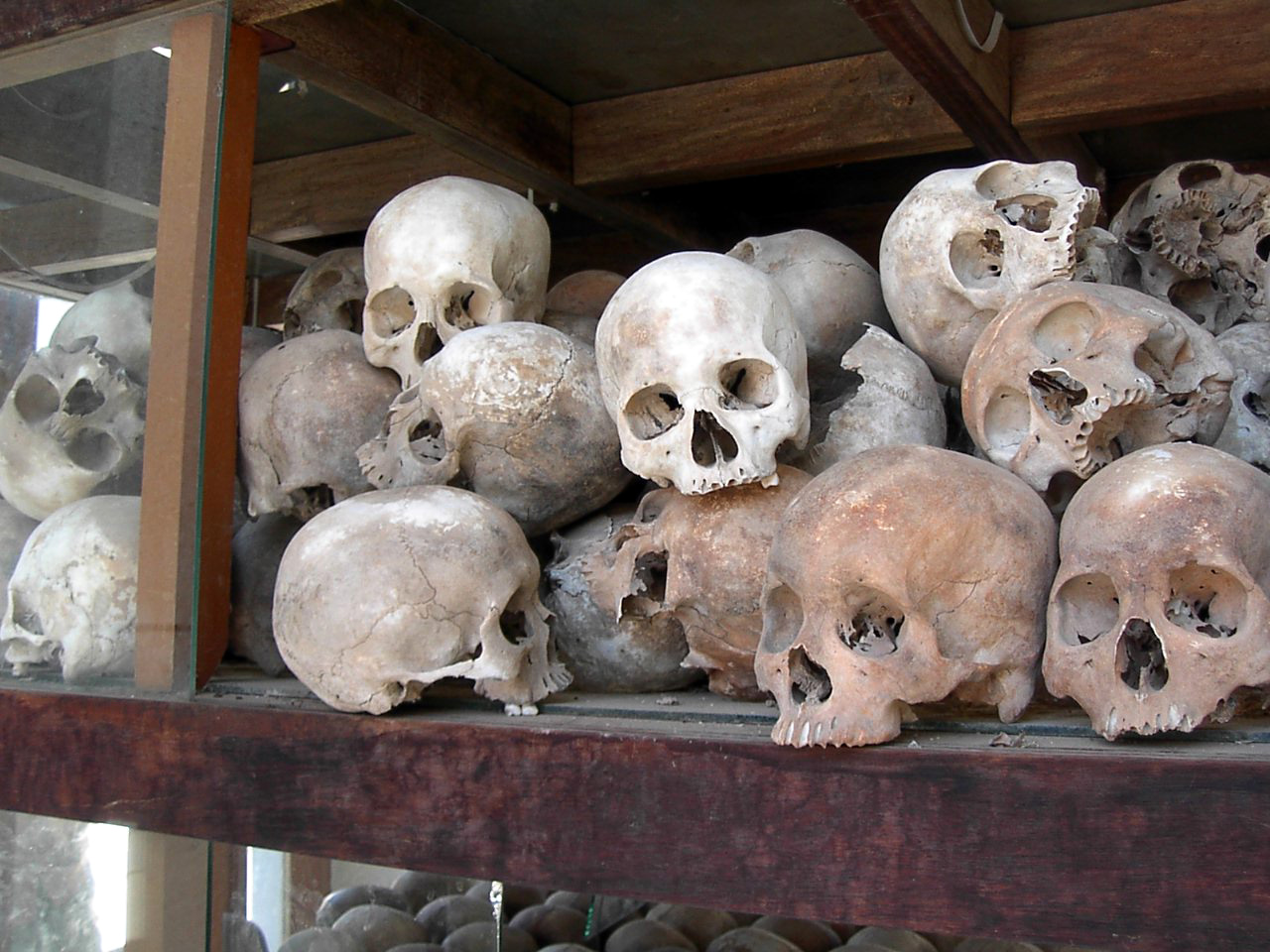
Czaszki ofiar reżimu Czerwonych Khmerów w Kambodży

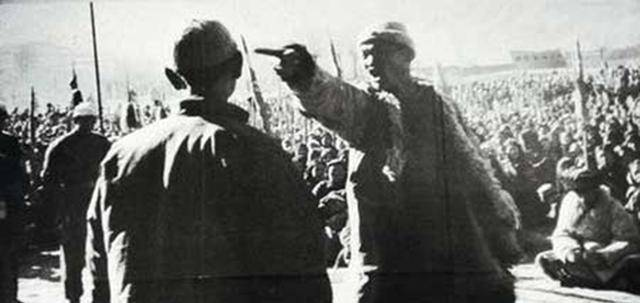
Prześladowanie „właściciela” w maoistycznej „sesji walki”

Masowe zbrodnie komunistyczne – zbiorowe mordy popełnione przez reżimy państw komunistycznych w XX wieku, z łączną liczbą ofiar szacowaną pomiędzy 85 a 100 milionów ludzi. Niektóre, wyższe szacunki, prócz liczenia ofiar masowych mordów i egzekucji dokonanych na politycznych przeciwnikach, wojen domowych, kampanii terroru, przymusowej kolektywizacji rolnictwa i wyniszczenia w obozach koncentracyjnych/ obozach pracy przymusowej obejmują również ofiary wojen zewnętrznych, głodu, chorób oraz śmierci w wyniku wycieńczenia w łagrach i obozach pracy.
Z najwyższą udokumentowaną liczbą ofiar spośród krajów komunistycznych pozostaje Rosyjska Federacyjna Socjalistyczna Republika Radziecka i ZSRR pod rządami partii komunistycznej, następnie Chińska Republika Ludowa pod rządami Mao Zedonga, wreszcie Kambodża pod rządami Czerwonych Khmerów. Szacunkowa liczba ofiar cywilnych zamordowanych przez trzy wymienione reżimy waha się pomiędzy 21 a 70 milionów istnień ludzkich. Na mniejszą skalę – w liczbach bezwzględnych – represje wystąpiły w Korei Północnej, Wietnamie, krajach Europy Wschodniej i w Afryce.

## RFSRR,ZSRRiEuropa Środkowo-Wschodnia
Pierwszymi państwami rządzonymi przez komunistów, gdzie po zdobyciu władzy przez komunistów dokonali oni masowych mordów były: Rosyjska Federacyjna Socjalistyczna Republika Radziecka (pierwsze państwo na świecie, gdzie 7 listopada 1917 roku bolszewicy zdobyli władzę) i efemeryczna Węgierska Republika Rad pod rządami Beli Kuna w 1919. W latach 1918–1922, szczególnie w czasie wojny domowej w Rosji i wojny sowiecko-ukraińskiej, czerwony terror był szeroko stosowany przez bolszewików przeciwko całym grupom ludności uznanym za wrogów. Kolejne nasilenie represji nastąpiło w latach 30. XX wieku w ZSRR pod rządami Józefa Stalina; kolektywizacja i tzw. „rozkułaczanie” doprowadziło m.in. do ludobójczego wielkiego głodu na Ukrainie oraz wysiedlenia polskiej ludności z Żytomierszczyzny. Ponad milion ludzi (w tym działaczy komunistycznych i wysokich funkcjonariuszy państwa sowieckiego) wymordowano w ZSRR w wyniku tzw. wielkiej czystki (Wielkiego Terroru) w latach 1936–1939, a kilka milionów zesłano do łagrów, w których przeważająca część zmarła. W tym samym okresie do masowych mordów doszło również w rządzonych przez komunistów i kontrolowanych przez Moskwę Mongolskiej Republice Ludowej i Tuwińskiej Republice Ludowej (Tannu-Tuwie) (tzw. czerwony terror).
Po agresji ZSRR na Polskę NKWD dokonało w 1940 masowych aresztowań i eksterminacji elit politycznych państwa polskiegp, w tym doknonanej decyzją Biuro Politycznego KC Wszechzwiązkowej Komunistycznej Partii (bolszewików) zbrodni katyńskiej i masowych deportacji, przede wszystkim na Syberię i do Kazachstanu, obywateli okupowanej przez Armie Czerwoną Polski a następnie okupwanych przez Armię Czerwoną i anektowanych przez ZSRR Litwy, Łotwy i Estonii. Po ataku III Rzeszy na ZSRR w czerwcu 1941 NKWD wymordowała w sposób zorganizowany więźniów przebywających w więzieniach NKWD na okupowanych terytoriach Polski, Litwy Łotwy i Estonii, a także w więzieniach Ukraińskiej SRR, więzieniach i łagrach RFSRR.
Według czarnej księgi komunizmu w podporządkowanych ZSRR po roku 1945 krajach bloku wschodniego rządy partii komunistycznych przyczyniły się do jednego miliona ofiar.

### Bułgaria
Pomiędzy 50 tys. a 100 tys. osób zostało zamordowanych w 1944 w ramach przymusowej kolektywizacji i prześladowań politycznych.

### Niemcy Wschodnie
Szacuje się, że po zakończeniu II wojny światowej w sowieckiej strefie okupacyjnej, w 1945 roku, w ramach prześladowań politycznych zamordowano pomiędzy 80 tys. a 100 tys. osób.

### Polska

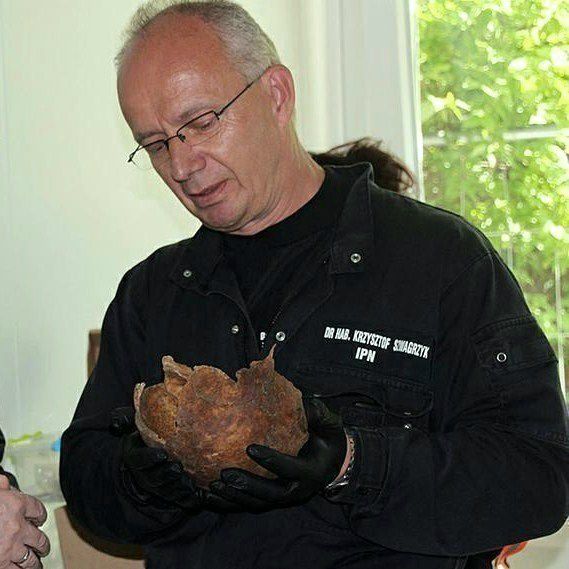
Prof. Krzysztof Szwagrzyk ze szczątkami ofiary zbrodni komunistycznych

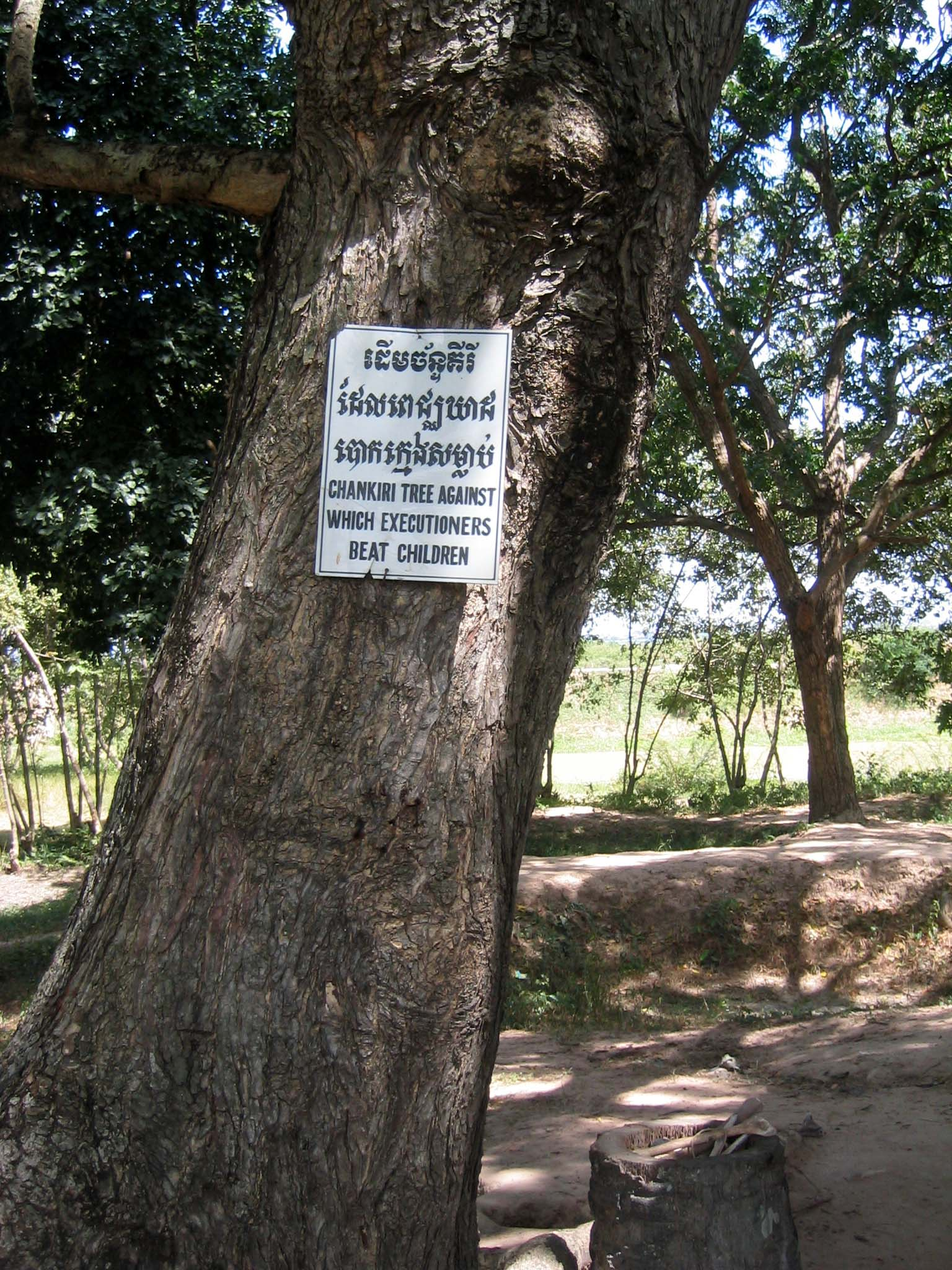
Drzewo Chankiri, o które Czerwoni Khmerzy roztrzaskiwali niemowlęta

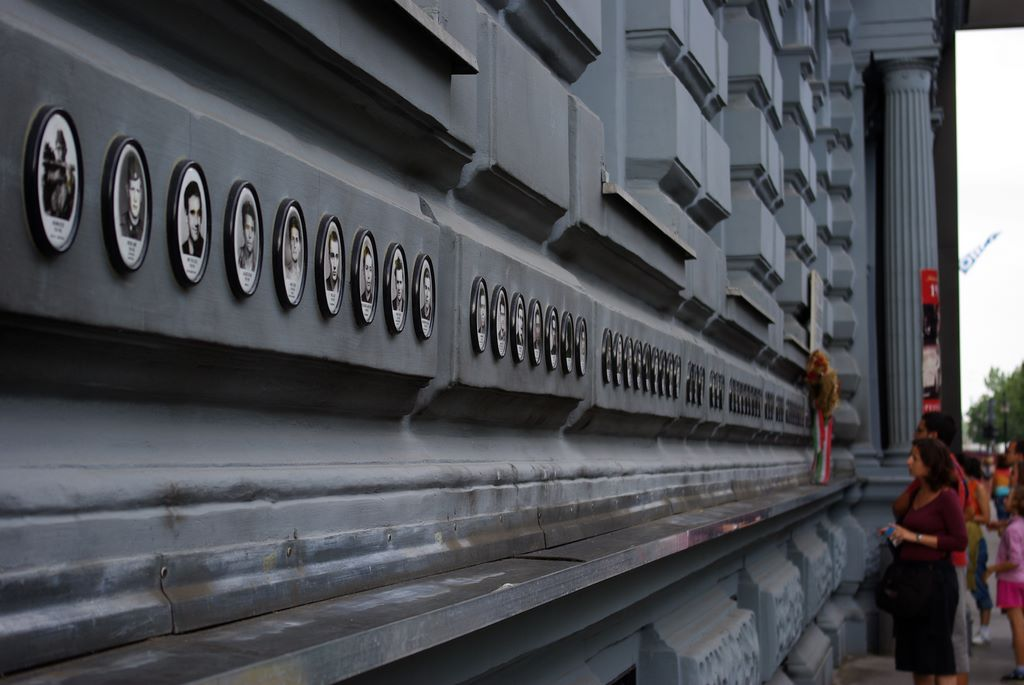
Zdjęcia ofiar reżimu komunistycznego na Węgrzech w Terror Haza w Budapeszcie

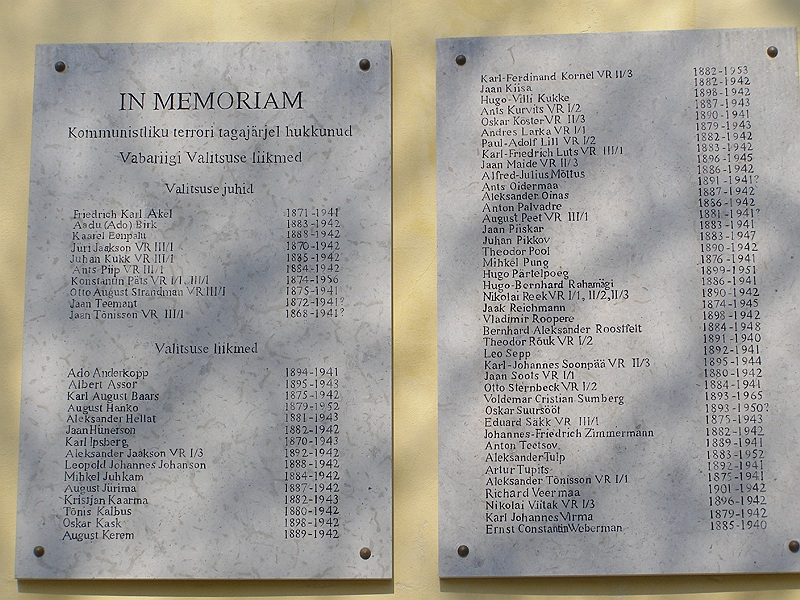
Tablica w Toompea z nazwiskami członków rządu Estonii zamordowanych przez sowiecki aparat bezpieczeństwa w okresie stalinowskim

Po ponownym wkroczeniu Armii Czerwonej na teren Polski w 1944 roku dokonano masowych morderstw i wywózek żołnierzy Armii Krajowej biorących udział wraz z Sowietami w odbijaniu Wilna i Lwowa z rąk niemieckich.
Największą udokumentowaną zbrodnią popełnioną przez NKWD na terenie współczesnej Polski, przy aktywnym współudziale UB oraz ludowego Wojska Polskiego była obława augustowska.
Większość ofiar zbrodni komunistycznych w okresie powojennym stanowili byli żołnierze AK oraz żołnierze podziemia niepodległościowego, którzy podjęli walkę zbrojną z nowym okupantem. Po stłumieniu podziemia antykomunistycznego po 1947 roku większość ofiar stanowili skazani w wyniku tzw. mordów sądowych. Byli to żołnierze drugiej konspiracji, żołnierze AK, oraz działacze opozycyjni. Na początku lat 50. ofiarą mordów sądowych padli również oficerowie ludowego Wojska Polskiego w służby czynnej, ale z przedwojennym stażem. Okres stalinowski kończy w Polsce masakra robotników w Poznaniu w czerwcu 1956 roku.

### Rumunia
Według szacunków pomiędzy 60 tys. a 300 tys. zostało zamordowanych w 1945 roku w ramach przymusowej kolektywizacji i prześladowań politycznych.

### Węgry
W okresie istnienia Węgierskiej Republiki Rad, rządzący komuniści zwani eufemistycznie Chłopcami Lenina, popełnili masowe zbrodnie na przeciwnikach politycznych (tzw. czerwony terror).
Po II wojnie światowej i utworzeniu Węgierskiej Republiki Ludowej komunistyczna służba bezpieczeństwa Államvédelmi Hatóság utworzyła obozy koncentracyjne i popełniła masowe mordy na przeciwnikach politycznych.

## Liczba ofiar
Obrońcy komunizmu podkreślają, że większość ofiar to ofiary totalitaryzmu (który według nich był wypaczeniem ideologii i równości w niej głoszonej) stalinowskiego ZSRR (20 mln) i Chin (60–65 mln), które przed rewolucją były krajami zacofanymi, gdzie także panowała bieda, analfabetyzm i ludzie umierali z głodu.
Robert Conquest w monografii Wielki Terror podaje liczbę około 40 milionów ofiar represji w ZSRR, z czego około 20 milionów ofiar śmiertelnych.
Aleksander Sołżenicyn w książce Archipelag GUŁag szacuje, że w samych obozach koncentracyjnych (koncłagrach/łagrach) zgrupowanych w systemi Gułagu w ZSRR zmarło od 1918 do roku 1956 ok. 60 milionów ludzi.
Po publikacji Czarnej księgi, razem z artykułem wstępnym Courtoisa, trzech współautorów książki – Nicolas Werth, Jean-Louis Margolin i Karel Bartošek – zaprotestowało przeciwko wysuwanym przez niego tezom, jak i przedstawionym liczbom ofiar represji. Autorzy Czarnej księgi na łamach Le Monde stwierdzili że Courtois zawyżył dane liczby ofiar w przypadku między innymi ZSRR i Wietnamu.

## Negowanie i relatywizacja zbrodni komunistycznych
Środowiska lewicowe i komunistyczne na świecie, jak i wiele środowisk w krajach postkomunistycznych zarzuciło „Czarnej księdze komunizmu” fałszowanie historii, a nawet całkowite zakłamanie w doraźnych celach politycznych, sztuczne spłycanie wydarzeń oraz zestawianie ze sobą narodowego socjalizmu i komunizmu oraz zrównanie stalinizmu z komunizmem. Do najbardziej znanych komunistycznych krytyków „Czarnej Księgi Komunizmu” i „Archipelagu Gułag” należy członek szwedzkiej partii komunistycznej Mario Sousa, który w swoim tekście „Kłamstwa o historii ZSRR” neguje liczbę ofiar systemu komunistycznego w ZSRR, także w okresie rządów Józefa Stalina, równocześnie oskarża autorów książek o inspirację Hitlerem. Również Ulrich Ruppert zarzuca Courtoisowi, autorowi „Czarnej Księgi Komunizmu”, zawyżenie statystyk ofiar komunizmu, w wyniku błędnego jego zdaniem założenia, „że stalinizm równa się komunizm”.
Premier Francji Lionel Jospin i prezydent Rosji Władimir Putin – odnieśli się do zarzutów przedstawionych w „Księdze...” argumentem, że zbrodnicze działania komunistów wpisywały się w „logikę historyczną” i dlatego powinny podlegać ocenie odmiennej, niż zbrodnie narodowych socjalistów. Jospin polemizował z autorami księgi dowodząc „wielkości rewolucji październikowej” oraz dobra narodowego Francuzów z okresu II wojny światowej: „Rewolucja roku 1917 była jednym z wielkich wydarzeń XX w.”, a „ZSRR Stalina, jakkolwiek byśmy go oceniali, był naszym sojusznikiem przeciw nazistowskim Niemcom”.

## Upamiętnienie ofiar
- Zgromadzenie Parlamentarne Rady Europy (PACE) w Rezolucji 1481/2006 z 25 stycznia 2006 potępiło zbrodnie totalitarnych reżimów komunistycznych[11];
- 23 sierpnia (dzień zawarcia Paktu Ribbentrop-Mołotow) m.in. w Unii Europejskiej i Stanach Zjednoczonych obchodzony jest Europejski Dzień Pamięci Ofiar Stalinizmu i Nazizmu (znany też jako Międzynarodowy Dzień Czarnej Wstążki);
- Dzień Pamięci Ofiar Reżimu Komunistycznego obchodzony w Czechach i Słowacji.